# HAL 9000
Pour les articles homonymes, voir HAL, 9000 (homonymie) et CARL.
HAL 9000 (traduit en CARL 500 en version française) est un personnage de fiction, un supercalculateur doté d'intelligence artificielle. Il a été conçu pour gérer de manière autonome les fonctions vitales du vaisseau spatial Discovery One, en mission dans l'espace vers la planète Jupiter.
Le personnage apparaît dans la saga des Odyssées de l'espace du romancier de science-fiction britannique Arthur C. Clarke, dont les deux premiers romans ont été adaptés au cinéma ; d'abord dans le film 2001, l'Odyssée de l'espace (1968) de Stanley Kubrick, puis dans 2010 : L'Année du premier contact (1984) de Peter Hyams.

## Historique des apparitions de HAL dans les films et romans

### 2001
Dans le film 2001, l'Odyssée de l'espace, HAL 9000 (abrégé avec le prénom « HAL ») est le nom du système informatique embarqué du vaisseau spatial habité Discovery One, chargé d'enquêter à l'autre bout du système solaire sur le signal émis par un monolithe basé sur la Lune en direction d'un point proche de la planète Jupiter.
Système avancé d'intelligence artificielle capable de participer avec fluidité à une conversation, via une interface de synthèse vocale optimisée, HAL est pour ainsi dire le « sixième membre » de l'équipage du Discovery One. Il est apte à prendre de manière autonome des décisions et gère tous les systèmes de navigation, de contrôle et de communication du vaisseau. En principe, HAL est capable de diriger seul le vaisseau.
Parmi les cinq membres humains de l'équipage, seuls deux hommes sont actifs : David « Dave » Bowman et Franck Poole, qui se répartissent les créneaux horaires, les trois autres (Whitehead, Hunter et Kaminski) étant en hibernation jusqu’à l'arrivée du vaisseau à proximité de Jupiter, afin d’économiser les ressources en nourriture.
Au cours du voyage, HAL annonce une défaillance mineure d'un instrument : l'un des circuits de l'antenne de communication avec la Terre, l'élément « AE 35 », doit être remplacé, faute de quoi il cessera d'être opérationnel dans les 72 heures. Franck effectue une sortie extravéhiculaire (EVA) pour remplacer le circuit.
Mais, lors de l'examen du circuit (censé être défaillant), rien ne révèle une quelconque anomalie. Franck et Dave s'isolent alors dans une capsule de sortie du vaisseau, de telle sorte que HAL ne puisse les entendre. Ils s'interrogent sur la possibilité d'une défaillance — non du composant mais de HAL lui-même —, puisque le supercalculateur a apparemment commis une erreur en prédisant cette panne. Si cela était avéré, cela montrerait que l'ordinateur central du vaisseau présente un dysfonctionnement manifeste. Ainsi, dans le cas où les fonctions « intellectuelles supérieures » de HAL devraient être « déconnectées », les deux hommes se demandent ce que celui-ci en penserait. Mais ils ignorent que HAL les suit discrètement, recomposant leur conversation en lisant sur leurs lèvres au travers de la vitre de la capsule.
Par la suite, au cours d'une sortie dans l'espace de Franck (où il doit remplacer de nouveau la pièce défectueuse), HAL prend le contrôle de son petit véhicule d'opérations extérieures et percute volontairement l'astronaute, qui est détaché de sa drisse par le choc puis propulsé dans l'espace. Dave, resté dans le vaisseau et qui croit ce décrochage accidentel, sort le chercher dans un autre véhicule.
Pendant l'absence de Dave, HAL inactive les systèmes d'assistance vitaux (cardiaques, respiratoires et métaboliques) des caissons d'hibernation des collègues de Dave et Franck, pour tuer les trois astronautes « endormis ». Une LED s'allume, émettant un bip dans le vaisseau vide, et affichant en vain un message d'alerte : « Erreur système - Fonctions vitales en danger ».
Quand Dave revient au vaisseau, HAL lui refuse l'entrée. Il lui déclare qu'il est une entrave dans sa mission (qui est pour HAL une priorité de sa programmation), révélant à Dave qu'il les a écoutés, lui et Franck, quand les deux discutaient dans la capsule. Voyant leur menace de le déconnecter comme une chose intolérable, HAL a décidé d'éliminer les humains du vaisseau, sa mission scientifique passant avant tout. Il dit ensuite adieu à Dave puis se tait, alors que l'astronaute le somme de lui ouvrir. N'ayant pas son casque de scaphandre spatial, Dave est piégé au dehors, condamné à mourir quand sa capsule sera à cours d’oxygène.
En dépit de HAL, Dave parvient à ouvrir une écoutille de secours du vaisseau depuis son véhicule (HAL avait supposé que, conformément à l'utilisation prévue de ces écoutilles, cela n'était possible qu'avec un scaphandre complet). Après être entré dans le vaisseau, Dave s'introduit dans la zone où sont entreposés les unités de stockage de HAL (Logic Memory Center) et déconnecte les blocs-mémoires holographiques du supercalculateur, qui renferment les couches logicielles supérieures émulant l'intelligence de HAL. Celui-ci ne conserve alors plus que les fonctions purement automatiques, indispensables au vaisseau.
Au cours du processus, HAL perd progressivement son apparente personnalité. Régressant au fur et à mesure que les barrettes-mémoires sont déconnectées, HAL affirme à Dave : « J'ai peur », et semble être conscient de l'évaporation de sa conscience : « Mon esprit s'en va, je le sens… ».

### 2010
Dans le film 2010 : L'Année du premier contact, le docteur Chandra, concepteur de HAL, fait partie de l'équipe chargée d'enquêter sur le sort de Discovery. Il réactive HAL, et progressivement, le ramène à son niveau d'intelligence ancien, après avoir effacé les parties de sa mémoire correspondant aux événements de 2001. Chandra explique ensuite les raisons des crimes de HAL : HAL était chargé d'aider les humains dans leur mission, mais il devait cacher à Franck et Dave l'objet réel de la mission. Cette contradiction à ses yeux lui fit percevoir la Terre comme dangereuse. Dans l'équivalent d'un acte manqué humain, il exprima cette méfiance de la Terre qu'il cachait en déclarant défaillante l'antenne de communication avec la Terre. Puis, Dave et Franck ayant compris qu'il ne fonctionnait plus correctement, il les perçut comme une menace pour lui. Or, HAL était persuadé qu'il pouvait réaliser la mission sans eux, mais pas l'inverse, et avait été programmé pour placer la mission au-dessus de tout. Il décida donc d'éliminer les humains à bord.
À la fin de 2010, HAL doit jouer un rôle crucial dans la manœuvre permettant aux humains de fuir rapidement l'orbite de Jupiter. Mais Discovery doit être abandonné, alors que les astronautes pensent qu'il sera détruit en restant là.
Le livre et le film diffèrent sur ce point : dans le livre, Chandra parvient à convaincre HAL de jouer son rôle alors que les humains ne justifient pas leur départ précipité, illogique pour HAL qui pense qu'il y a un phénomène crucial à observer. Dans le film, Chandra confesse à HAL qu'ils fuient par peur de ce phénomène, et que HAL risque d'être détruit par ce même phénomène. HAL remercie Chandra de lui avoir dit, et joue son rôle.
Finalement, Dave, devenu un être d'énergie pure, parvient à convaincre les êtres qui l'ont fait évoluer d'en faire autant pour HAL.

### 2061et3001
Dans le roman 2061 d'Arthur C. Clarke, on retrouve HAL en même temps que Dave. Dans les précédentes années, ils œuvrent ensemble à comprendre le monolithe. On apprend que celui-ci est un ordinateur bien plus performant que HAL mais qui, contrairement à ce dernier, ne possède pas de conscience.
Dans le roman 3001, HAL et Dave ont fusionné ; on appelle l'entité résultante « Halman ». Cette entité aide les humains à détruire le monolithe. Son propre destin n'est pas vraiment connu, mais il est précisé qu'il dispose de plusieurs recours possibles pour ne pas être détruit lui-même.

## SAL 9000
Dans le film 2010 : L'Année du premier contact (1984), on découvre la réplique de HAL avec le supercalculateur SAL 9000, resté sur Terre. SAL est désignée au féminin car sa voix est celle d'une femme indienne. Visuellement, son « œil » est bleu, alors que celui de HAL est rouge.

## Dénominations
HAL est l'acronyme de « Heuristically programmed ALgorithmic computer », littéralement : « Ordinateur algorithmique programmé heuristiquement ». Dans la version française de 2001, son nom est adapté en « CARL 500 », soit : « Cerveau Analytique de Recherche et de Liaison », ce qui est une traduction approximative (d'ailleurs abandonnée dans 2010, puisque l'auteur y commente ce qui suit).
Certains spectateurs anglophones se sont aperçus que le sigle « HAL » correspondait à la société informatique IBM par décalage d'un rang de chacune des lettres (H → I ; A → B ; L → M).
Le réalisateur Stanley Kubrick et l'auteur Arthur C. Clarke ont toujours démenti que cette correspondance soit volontaire (y compris par l'intermédiaire d'un personnage dans 2010 : Odyssée deux). Dans son mot d'adieu à la fin du roman 3001 : l'Odyssée finale, Arthur C. Clarke répète que le lien n'est pas volontaire mais que cela ne lui pose plus de problème, depuis qu'IBM s'est dit flatté du rapprochement.
Ironiquement, un plan rapide de 2001 montre un ordinateur IBM (dans la navette amenant le Dr Floyd à la station spatiale), et le logo IBM est apposé sur les combinaisons spatiales des cosmonautes (au niveau de leurs commandes tactiles à l'avant-bras), ainsi qu'en dessous des écrans portatifs du vaisseau Discovery One.
À l'instar de « HAL » (qui dérive du prénom Al — et CARL pour la première traduction française), « SAL » s'inspire du prénom Sally, en vogue en Amérique du Nord dans les années 1970. Ces rapprochements phonétiques ne sont pas officialisés par l'auteur, mais sont compris par le lecteur et renforcent la notion d'intelligence artificielle de ces machines.

## HAL dans la culture populaire

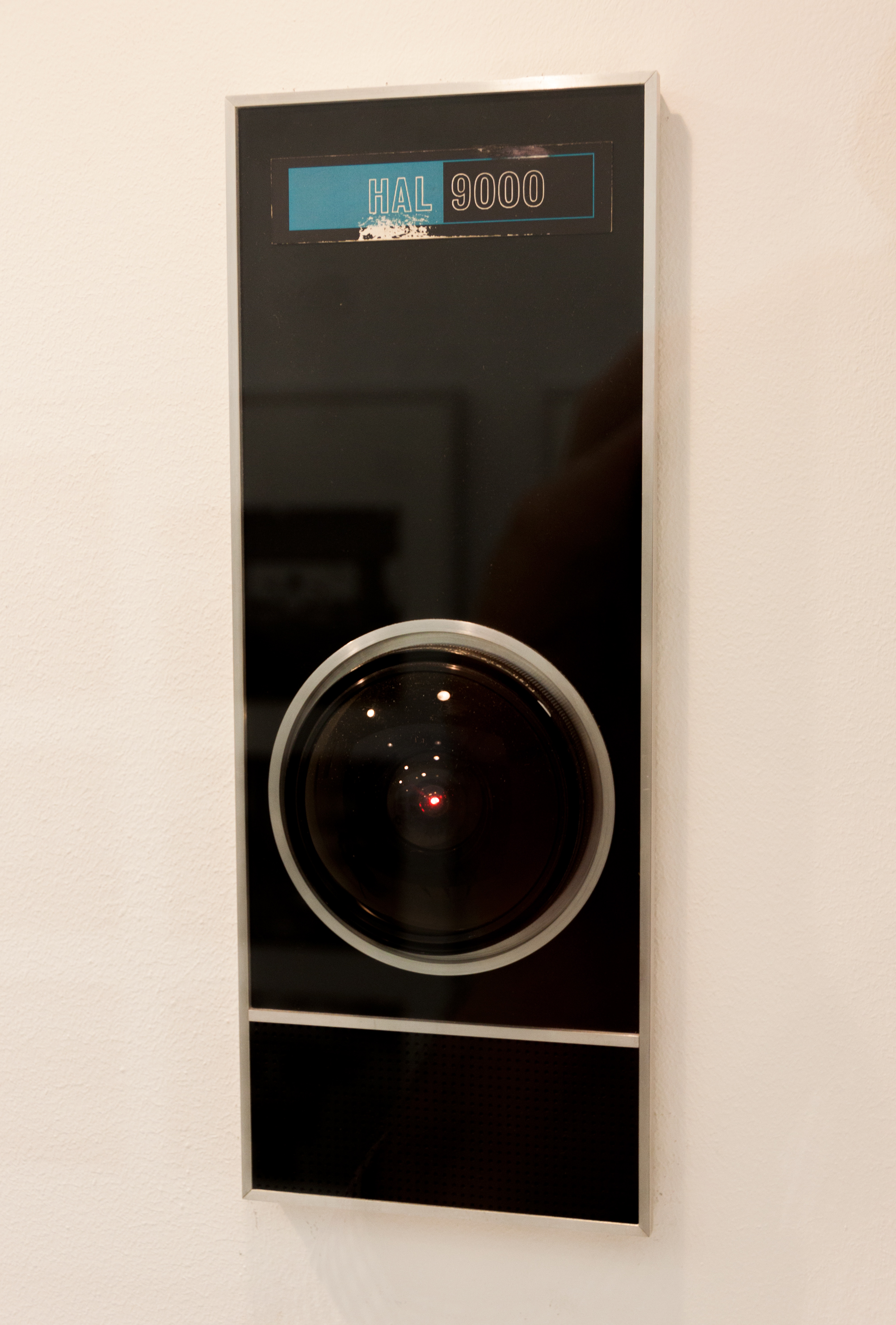
Réplique du panneau de communication de HAL 9000 avec son capteur optique.

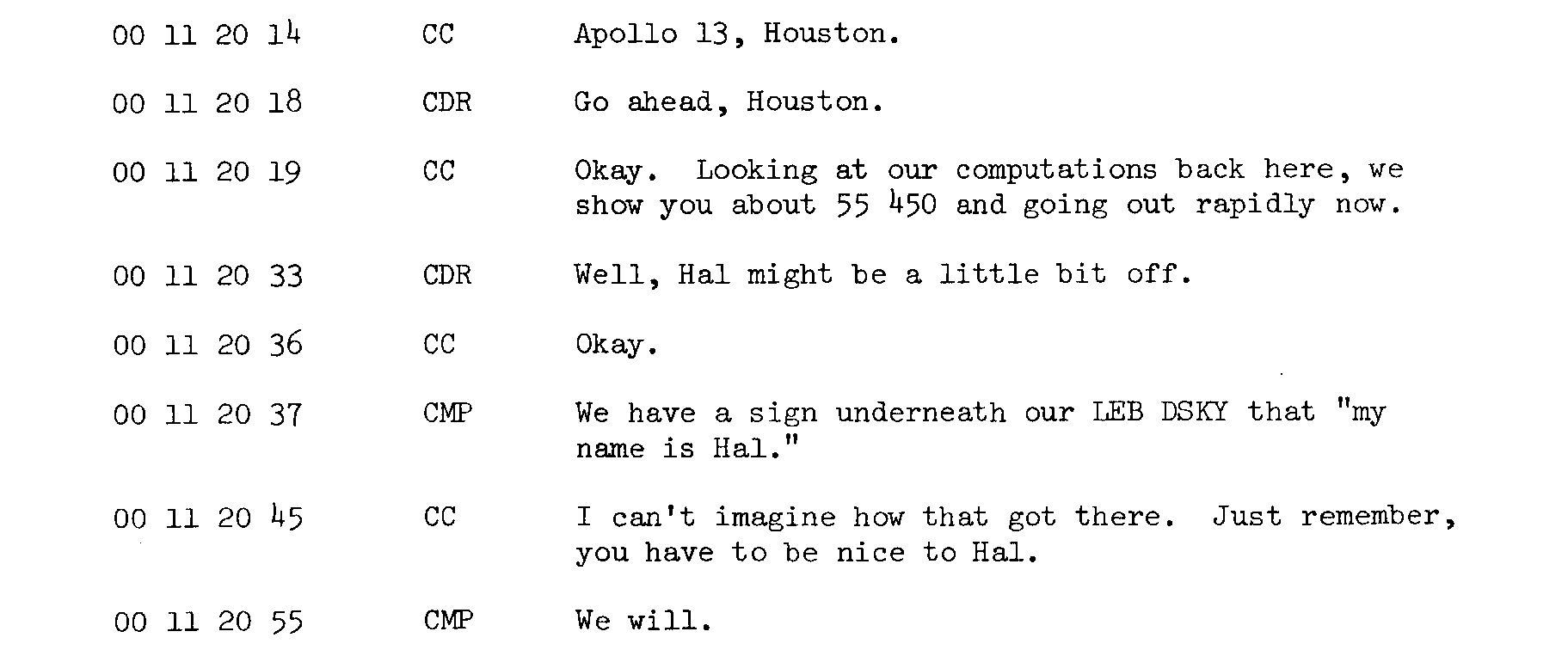
Transcription des communications de la mission spatiale Apollo 13 à propos de HAL.

### Notoriété
- En 2003, HAL est intronisé au Robot Hall of Fame[1] de l'université Carnegie-Mellon de Pittsburgh, en Pennsylvanie ; cette université étant notamment à l'origine de l’intelligence artificielle spécialisée dans le jeu de poker, nommée Libratus.
- En juin 2003, l'American Film Institute a classé HAL 9000 en 13e position des plus grands méchants de l'histoire du cinéma américain, dans son classement AFI's 100 Years... 100 Heroes and Villains.

### Informatique
- Le logiciel d'assistance vocale Siri de la firme Apple, lorsqu’on le questionne sur HAL 9000, répond que : « tout le monde sait ce qui est arrivé à HAL », ou encore que HAL « n'a pas fait les bons choix mais [qu']il chantait bien », concluant par « n'en parlons pas » ou encore « Je préfère ne pas parler d'HAL », mais propose de rechercher « HAL 9000 » sur le web.

### Astronautique et astronomie
- Lors de la mission spatiale américaine Apollo 13 (débutée le 11 avril 1970), 11 heures après le décollage de la fusée Saturn V, l'équipage et leur correspondant du centre de contrôle de mission plaisantèrent au sujet de HAL[2].
- L'astéroïde (9000) Hal (no 9000) a été dénommé en son honneur.

### Cinéma
- Dans le film WALL-E (2008) d'Andrew Stanton, l'ordinateur de bord du vaisseau où vivent tous les humains est caractérisé par un œil similaire à celui de HAL.
- Dans le film Oblivion (2013) de Joseph Kosinski, le Tet est contrôlé par une forme triangulaire avec un œil rouge et une voix féminine.

### Télévision
- Dans la série Parker Lewis ne perd jamais, un épisode montre le personnage de Jerry aux commandes d'un nouvel ordinateur super puissant. Un œil rouge et une voix féminine le contrôlent.
- Dans la série animée Les Simpson (épisode spécial « Simpson Horror Show XII », segment 2 : « Le Robot tueur »), HAL (doublé en VO par l'acteur Pierce Brosnan) contrôle la maison des Simpson et cherche à éliminer Homer, pour le remplacer auprès de Marge. Par ailleurs, dans l'épisode « Aïe, robot ! », Homer lit un manuel intitulé « Manuel de réparation et de maintenance A9000 » ; le nom de celui-ci est une référence à HAL.
- Dans la série animée Futurama, le vaisseau de Planet Express est représenté par HAL.
- Dans la série Chérie, j'ai rétréci les gosses (épisode « Chérie, la maison veut nous tuer »), le personnage de Wayne Szalinski installe un système de sécurité très perfectionné, géré par ordinateur et qui ressemble à HAL 9000 : le système a un œil rouge et une voix de féminine et essaye de prendre le contrôle de la maison des Szalinski.
- Dans la série animée La Cour de récré, un nouvel ordinateur du nom de « Star 3000 » est installé dans l'école ; il est identique à HAL 9000 et se rebellera d'ailleurs contre l'école.
- Dans la série Hero Corp (saison 2), l'ordinateur qui gère la sécurité du bunker possède un œil identique à celui de HAL, mais de couleur bleue.
- Dans la série animée Le Laboratoire de Dexter (saison 2, épisode 15, « Ultrajerk 2000 »), le personnage de Dexter crée un robot (Ultrabot) qui a pour mission de l'aider dans ses activités. Petit à petit, Ultrabot prend le contrôle du laboratoire en détruisant tout ce qui est obsolète et devient « Omnibot » (une tour avec un œil rouge). Jugeant Dexter obsolète, le robot se rebelle contre son créateur.

### Web-série
- Dans la web-série Epic Rap Battles of History (épisode « Steve Jobs vs. Bill Gates »), HAL 9000 intervient à la fin de la battle, parlant au personnage de Bill Gates après la mort de Steve Jobs[3].

### Bande dessinée et manga
- Dans Homestuck, l'Auto-Responder (lunettes de soleil intelligentes) créé par Dirk Strider prend le surnom de Lil' Hal. Ses « yeux » ressemblent également à l'œil de HAL.

### Jeux vidéo
- Dans Metal Gear Solid (1999), le prénom de Hal Emmerich est donné par Hideo Kojima, en référence à HAL 9000.
- HAL est une référence évidente à GLaDOS dans le jeu Portal. Ils sont d'ailleurs tous deux reconnaissables par leur œil (capteur) rouge
- Dans Mass Effect 2, lorsque intelligence artificielle IDA demande au timonier de la débrider, il lui répond « Tu ne veux pas que je t'appelle HAL non plus ? ».
- Dans Mush, l'ordinateur de bord NERON possède un œil identique à celui de HAL et, comme GLaDOS, un sens prolongé du sarcasme.
- Dans Lego Dimensions, dans le niveau se référant au jeu Portal, HAL est téléporté dans la pièce où se trouve GLaDOS et les deux engagent la conversation.
- Dans la version japonaise de Paper Mario : La Porte millénaire, l'ordinateur TECH XX qui aide la princesse Peach et Mario tout au long du jeu possède un œil rouge identique à celui de HAL (cet œil est de couleur bleue dans les versions américaines et européennes du jeu).
- Dans Live A Live, dans le chapitre du futur lointain, nous suivons un équipage spatial aux prises avec leur ordinateur central nommé OD-10, qui sabotera d’abord l’antenne de communication avant de tuer des membres d’équipages coincés dans leurs capsules de transport. Comme dans le film, le but sera pour le joueur et les membres d’équipages restant, de désactiver OD-10.

## Informatique des années 1960 et spéculations
- Si vous ne connaissez pas le sujet, laissez ce bandeau (vous pouvez alors contacter les auteurs).
- Si vous supprimez le contenu mis en cause (vous pouvez préalablement contacter les auteurs),

argumentez précisément cette suppression dans la page de discussion
(un manque de référence n'est pas un argument ; une recherche réelle de référence doit avoir été effectuée, être formellement documentée).
Ce n'est pas uniquement par la célébrité du film de Stanley Kubrick que l'ordinateur HAL 9000 est passé à la postérité, mais aussi par la précision et le sérieux avec lequel les conseillers techniques du film ont imaginé cette « speculative fiction ».
À l'époque où le scénario a été conçu (vers 1965-1967) par Kubrick et Clarke, la direction que semblaient prendre les progrès en matière de « cerveaux électroniques » (selon la terminologie de l'époque) rendait cette anticipation très crédible. En effet, les calculateurs centraux déjà en usage dans les banques, les compagnies d'assurances, les administrations, etc., l'observation des recherches en cours dans le domaine de l'intelligence artificielle, et enfin les moyens de calcul croissants exigés par la conquête de l'espace balbutiante faisaient inévitablement imaginer les systèmes intelligents de l'avenir comme de grosses unités centrales (mainframes) gérant en étoile de multiples périphériques (des terminaux).
Kubrick et ses conseillers scientifiques voulaient une anticipation vraisemblable, donc bien documentée. Or, en 1968, le microprocesseur n'existait pas, les souris et les interfaces graphiques étaient encore dans les cartons de Douglas Engelbart (pour n'en sortir que quelques années plus tard), l'informatique restait lourde et encombrante (les dits « mini » ordinateurs faisaient la taille d'une armoire) et le modèle le plus célèbre de l'époque, l'IBM 360  occupait une large pièce.
Kubrick et Clarke ne purent donc imaginer autre chose qu'un grand système omnipotent, qu'ils dotèrent de ce que les progrès de l'époque laissaient croire proches : la synthèse et la reconnaissance vocales parfaites, une reconnaissance visuelle, une interface homme-machine naturelle, des unités d'entrée extrêmement souples et, surtout, une émulation du raisonnement humain aussi fidèle que possible à son modèle.
Cinquante ans plus tard, l'intérieur de ce qui est supposé être l'unité centrale de stockage et de calcul, ces alignements rougeâtres de blocs mémoire (Logic Memory Center) ainsi que les circuits censés gérer les opérations émulant l'intelligence (ces blocs transparents si impressionnants) que l'astronaute David Bowman (Keir Dullea) déconnecte, surprennent par leur énorme encombrement. Par ailleurs, les grosses machines centralisées sont devenues minoritaires, HAL représentant à ce point de vue le parfait contraire des architectures en réseau modernes, telles que l'Internet. Néanmoins, le stockage holographique proposé pour HAL (ce point est confirmé dans le roman 2010 : Odyssée deux) est, sinon dans la forme, néanmoins sur le principe, régulièrement annoncé comme une évolution prochaine des systèmes de mémoire de masse. Sur ce point, Kubrick et Clarke avaient été bien renseignés et il semble que leur prédiction ne soit pas loin de se réaliser.
Si certaines prouesses de HAL, compatibles avec le test de Turing, restent hors de portée des ordinateurs d'aujourd'hui (comme faire preuve de psychologie ou reconnaître un visage d'après un dessin), d’autres en revanche sont devenues une réalité, comme pouvoir jouer aux échecs mieux que les humains, reconnaitre le langage parlé, s’exprimer en langage naturel, reconnaitre un visage sur une photo ou vidéo et plus récemment pouvoir lire sur les lèvres, comme dans la fameuse scène où HAL déjoue le complot des deux astronautes enfermés dans la capsule.
D'un point de vue cinématographique, Kubrick a rendu le « personnage » plus marquant encore par quelques trouvailles géniales, prenant le contrepied des clichés de l'époque. Ainsi, au lieu de donner au calculateur une voix synthétique inhumaine (à l'époque les exemples ne manquaient pas : Le Cerveau d'acier (1970), ou encore les Daleks de Doctor Who), il fit le pari risqué de lui donner celle d'un acteur shakespearien, Douglas Rain (la voix française était celle de François Chaumette). Les terminaux rouges disposés en tous les points névralgiques du vaisseau spatial, observant les astronautes constamment, font inévitablement penser aux « télécrans » du 1984 d'Orwell.
La malveillance de HAL 9000 a néanmoins déplu à l'écrivain Isaac Asimov, défenseur d'une vision optimiste de la robotique, au point de quitter la salle de cinéma au beau milieu de la séance de projection à laquelle il s'était rendu.